# Topper (vogel)
De topper of toppereend (Aythya marila) is een vogel uit de familie van Anatidae (Eendachtigen).

## Uiterlijke kenmerken
De woerd is van kop tot borst en aan de achterkant zwart, de bovenkant is grijzig en de onderkant is wit. De eend is van kop tot rug donkerbruin, op een witte vlek bij de snavel na, en ze is van onder verder ook witachtig. Beide geslachten hebben een brede blauwgrijze snavel. De totale lengte bedraagt zo'n 48 cm.

## Leefwijze
Het voedsel bestaat uit mossels en waterplanten.

## Voortplanting
Het legsel bestaat uit zeven tot elf grijsgroene eieren, die door het wijfje 28 dagen worden bebroed.

## Verspreiding en leefgebied
Deze soort telt twee ondersoorten:
- A. m. marila: noordelijk Eurazië.
- A. m. nearctica: noordoostelijk Azië en noordelijk Noord-Amerika.

De vogel leeft op zout en brak water. Tijdens de broedperiode bevindt de vogel zich op meren en rivieren in de toendra.

## Voorkomen in Nederland
De topper broedt niet in Nederland maar is wel een doortrekker en zeer talrijke wintergast. De vogels verblijven in de winter vooral in het IJsselmeer en de aangrenzende Waddenzee. In de jaren 2013-2015 werd het aantal overwinterende vogels geschat op 73.000-130.000.

## Afbeeldingen

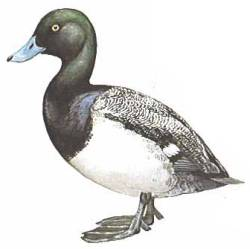
Mannetje
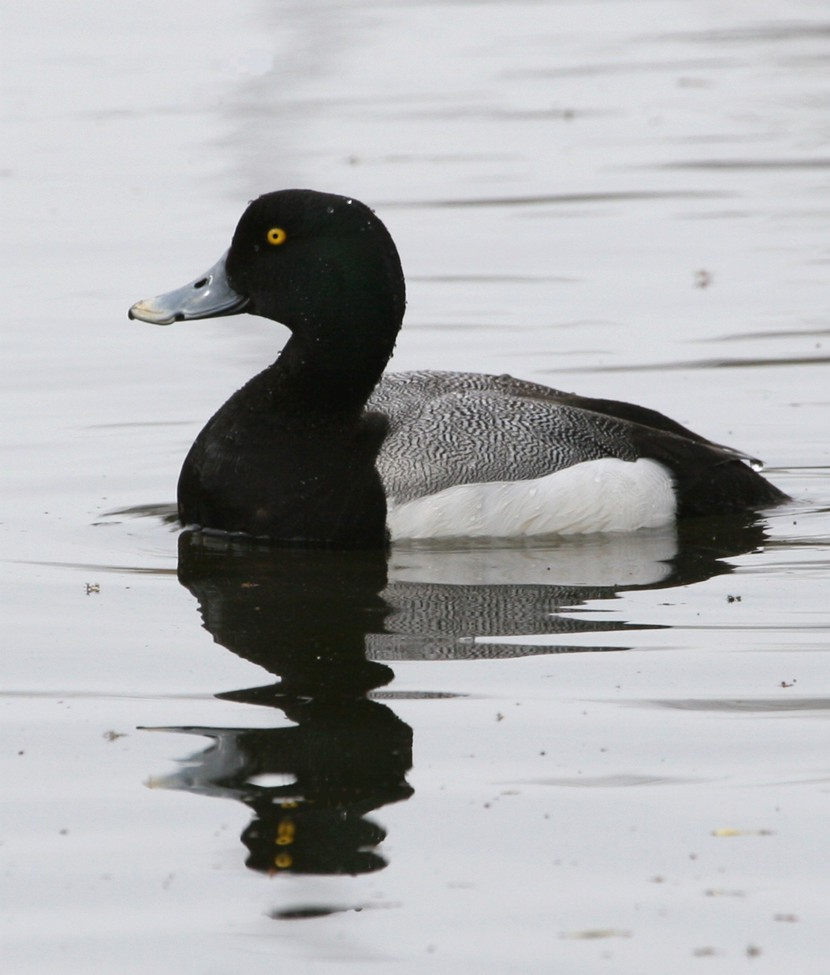
Mannetje
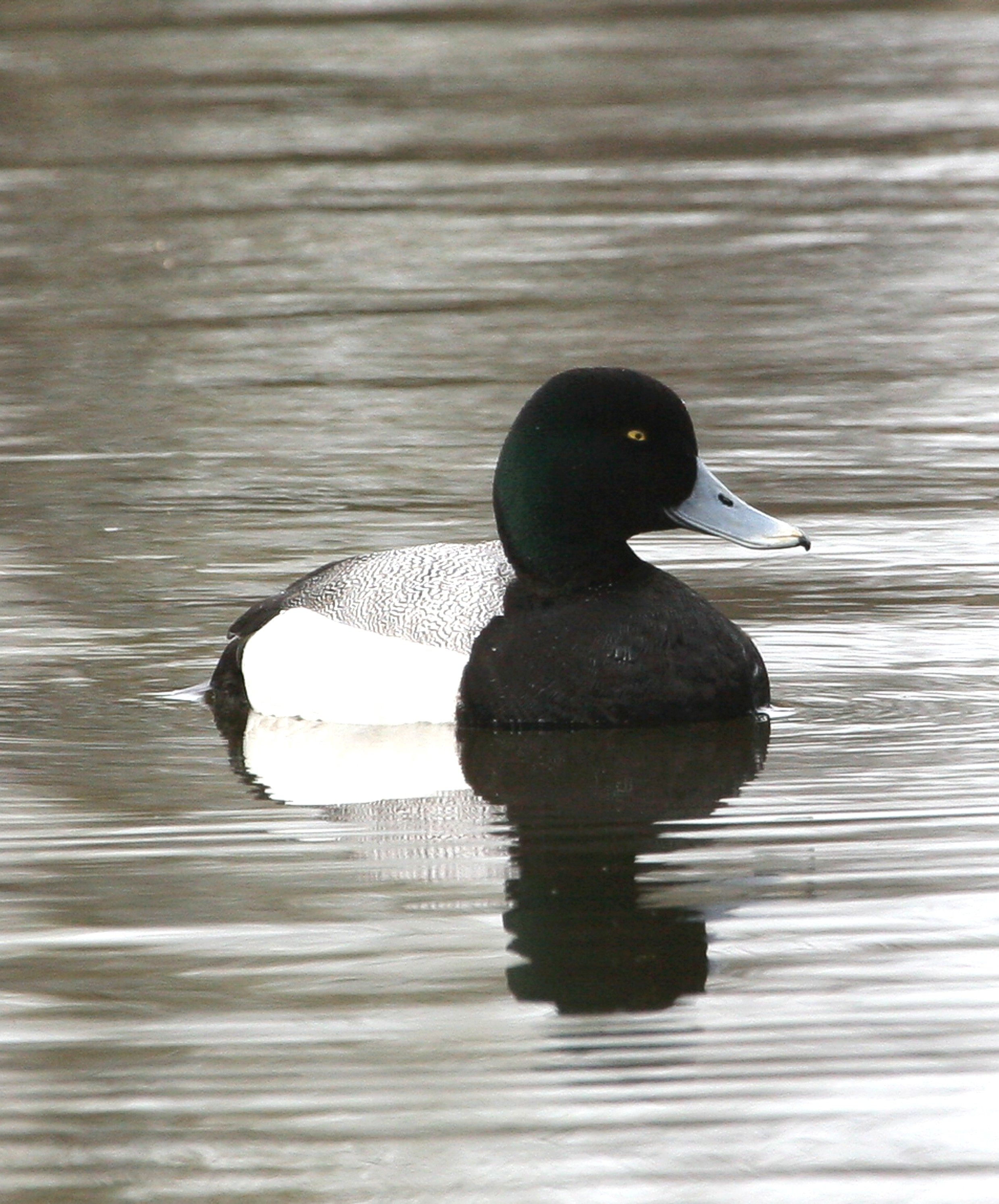
Mannetje
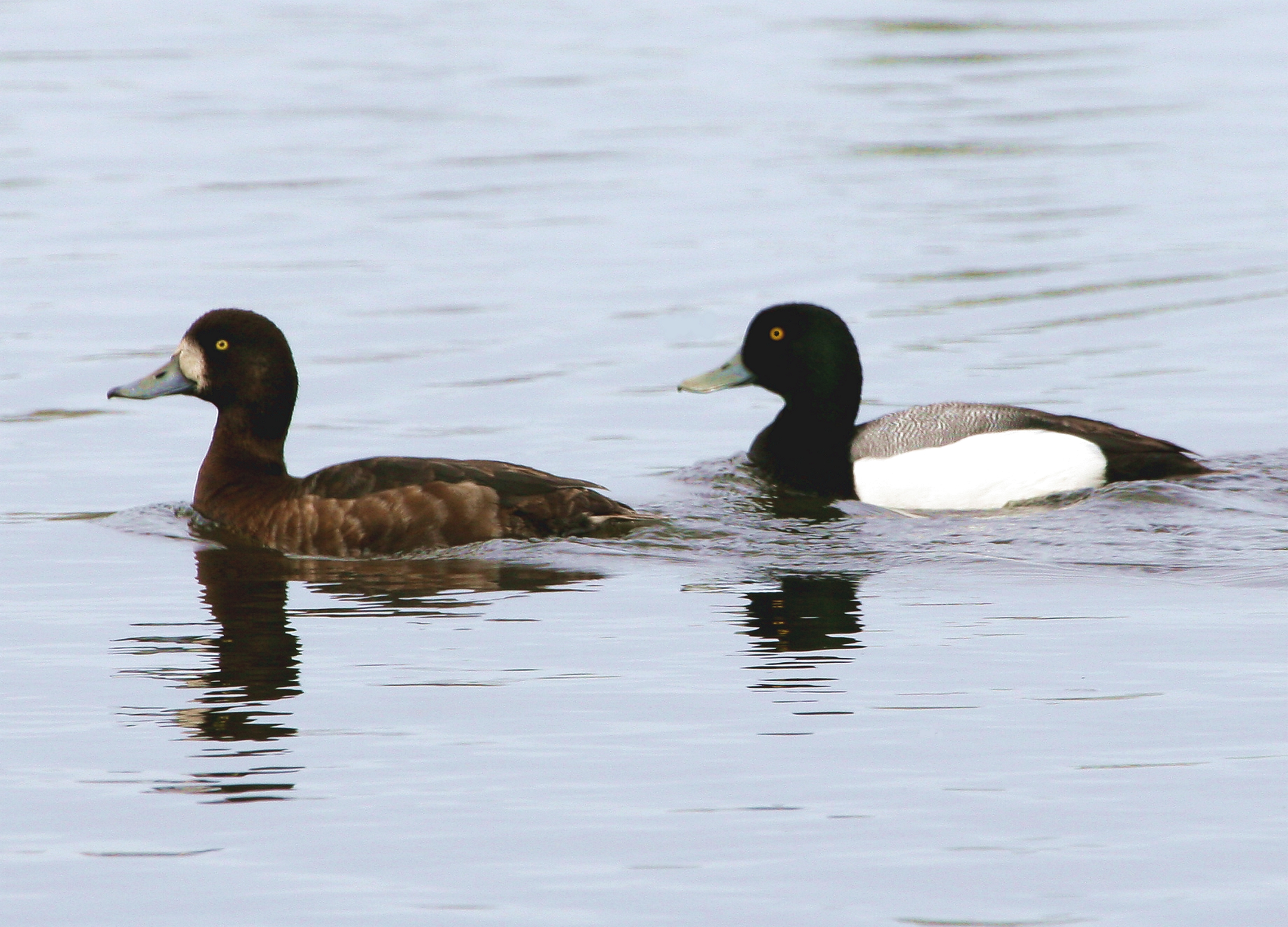
Koppel

## Video
- Zwemmende toppereenden